# Lori Nelson
Dixie Kay Nelson, även känd som Lori Nelson, född 15 augusti 1933 i Santa Fe, New Mexiko, död 23 augusti 2020 i Los Angeles, Kalifornien, var en amerikansk skådespelerska och modell som mestadels var verksam på 1950-talet och början av 1960-talet. Hon var kanske mest känd för sina roller i TV-serien Hur man får en miljonär och filmerna Monstret tar hämnd, All min längtan och Jag dog tusen gånger.